# 里奧夸爾托縣 (科爾多瓦省)
里奧夸爾托縣（西班牙語：Departamento Río Cuarto），是阿根廷的縣份，位於該國中部科爾多瓦省，首府是里奧夸爾托，始建於1888年7月23日，面積18,394平方公里，2001年人口229,728，人口密度每平方公里12人。